# دولت أباد (تشناران)
دولت أباد (بالفارسية: دولت‌آباد) هي قرية تقع في قسم غلمكان الريفي (مقاطعة تشناران) في إيران. يقدر عدد سكانها بـ 805 نسمة .